# Xiomara Acevedo
Xiomara Acevedo é uma activista colombiana das mudanças climáticas. Como fundadora e CEO da ONG Barranquilla +20, ela defendeu a inclusão de vozes de mulheres e jovens na justiça climática.

## Carreira
Acevedo fundou Barranquilla +20 em 2012 e, a partir de 2022, serve como CEO. Barranquilla +20 é uma organização não governamental liderada por jovens focada no activismo climático e ambientalismo em Barranquilla e em toda a América Latina.
Acevedo co-fundou a rede "El Orinoco se adapta", que usa uma abordagem baseada em género para enfrentar e se adaptar às mudanças climáticas na região natural da Orinoquía, por volta de 2014.
Em 2015, trabalhou para o Fundo Mundial para a Natureza no Paraguai.
De 2016 a 2019, Acevedo trabalhou como especialista em mudanças climáticas para o governo de Nariño, Colômbia, coordenando a política de mudanças climáticas.
Em 2021, participou na Conferência das Nações Unidas sobre Mudanças Climáticas de 2021 (COP26), como parte do Grupo de Mulheres e Género. Ela defendeu a importância dos direitos das mulheres para alcançar a justiça climática.
Acevedo dirige o projecto Mulheres pela Justiça Climática (um projecto de Barranquilla +20), uma iniciativa de 2021 que se foca na liderança climática de mulheres jovens de toda a Colômbia. Barranquilla +20 recebeu $ 50.000 para o projecto pela Fundação Bill & Melinda Gates em 2021.
Acevedo actua no comité director da Global Youth Biodiversity Network e no Comité do Fundo da Juventude do Global Youth Climate Action Fund.

## Vida pessoal
Acevedo é de Barranquilla, Colômbia.
Ela é graduada pela Universidad del Norte, Colômbia, onde se formou em relações internacionais, com foco em direito internacional. Acevedo também frequentou a Frankfurt School of Finance &amp; Management, onde estudou finanças climáticas.